# (500304) 2012 QQ39
(500304) 2012 QQ39 es un asteroide perteneciente al cinturón de asteroides, descubierto el 26 de agosto de 2012 por el equipo del Pan-STARRS desde el Observatorio de Haleakala, Hawái, Estados Unidos.

## Designación y nombre
Designado provisionalmente como 2012 QQ39.

## Características orbitales
2012 QQ39 está situado a una distancia media del Sol de 3,003 ua, pudiendo alejarse hasta 3,409 ua y acercarse hasta 2,596 ua. Su excentricidad es 0,135 y la inclinación orbital 9,982 grados. Emplea 1900,82 días en completar una órbita alrededor del Sol.

## Características físicas
La magnitud absoluta de 2012 QQ39 es 16,4.